# Malcolm X (película)
Malcolm X es una película dramática y biográfica americana estrenada en 1992 sobre el activista afroamericano Malcolm X. Dirigida y coescrita por Spike Lee, la película está protagonizada por Denzel Washington, Angela Bassett, Albert Hall, Al Freeman Jr. y Delroy Lindo. Lee tiene un papel secundario como Chapo, un personaje basado en parte en la vida real del criminal Malcolm "El Chapo" Jarvis y su compañero de jazz saxofonista. El cofundador del partido político de las Panteras Negras, Bobby Seale, el reverendo Al Sharpton y el futuro presidente de Sudáfrica, Nelson Mandela, tienen cameos en la película.
La película dramatiza los eventos clave en la vida de Malcolm X: su carrera criminal, su encarcelamiento, su conversión al Islam, su ministerio como miembro de la Nación del Islam y su posterior enfrentamiento con la organización, su matrimonio con Betty X, su peregrinación a La Meca, la revaluación de sus puntos de vista en relación con los blancos y su asesinato el 21 de febrero de 1965. Los incidentes que definieron su niñez fueron, entre otros, la muerte de su padre, la enfermedad mental de su madre y sus experiencias con el racismo que son dramatizados durante los flashbacks.
El guion de Malcolm X, co-acreditado a Lee y Arnold Perl, se basa en gran medida en Alex Haley en 1965. Haley colaboró con Malcolm X en el comienzo del libro en 1963 y lo terminó después de la muerte de Malcolm X.
Malcolm X fue distribuida por Warner Bros y fue estrenada el 18 de noviembre de 1992. Denzel Washington ganó el New York Film Critics Circle Award por Mejor Actor y fue nominado para un Premio de la Academia al Mejor Actor. En 2010, la película fue seleccionada para su preservación en los Estados Unidos Registro Nacional de Cine de la Biblioteca del Congreso como "cultural, histórica o estéticamente significativa".

## Argumento
Malcolm X comienza con una secuencia del título en la que aparece una bandera de Estados Unidos consumida por el fuego a la vez que se escucha una voz en off de Denzel Washington como Malcolm X condenando airadamente al hombre blanco por todos sus crímenes contra la humanidad, asemejándolo con el diablo. "No vemos el sueño americano; hemos experimentado solo la pesadilla americana!" La bandera ardiente con el tiempo se convierte en la letra X.
Malcolm, un atribulado criminal de poca monta, y su amigo Shorty están caminando por una calle con llamativos trajes Zoot. Ellos inventan diversos planes criminales para hacer dinero. Con el paso del tiempo, poco a poco se involucra con un gánster de Harlem llamado el Antillano Archie (Lindo). Archie lo toma como su protegido, pero en última instancia tienen una pelea sobre el dinero adeudado a Little, que acusa a Archie de despistado. Después de una pelea, Little huye de nuevo a Boston. Allí, se reúnen con otros bandidos y conocen a unas chicas blancas con las que mantendrán una relación sentimental. Little, Chapo y estas chicas blancas cometen juntos un robo en una casa. Sin embargo, todos son detenidos; las dos mujeres serán condenadas a dos años en un reformatorio mientras Little y Chapo obtienen de ocho a diez años cada uno en la cárcel, una pena mucho más rígida, ya que asocian a las mujeres blancas.
Malcolm y Little son inicialmente desafiantes hacia los guardias y rechazan airadamente las condiciones que les imponen en la prisión e intentan persuadirlos a través del capellán (Plummer). Después de que él emerge de un largo periodo de confinamiento solitario, un compañero de prisión, Baines (Hall), trata de ayudarlo durante la abstinencia de la adicción de cocaína, que poco a poco y a regañadientes acepta. Sin embargo, Little, el hijo de un garveyista ministro Bautista que murió violentamente (que Little alega fue a manos de miembros del Ku Klux Klan), es sospechoso de Baines. Baines defiende la fe islámica, Little se resiste. Pero él crece a respetar y confiar en Baines, que lo educa más y le presenta a la Nación del Islam, e insiste en que Dios es negro. Little se muestra escéptico. Cuando escucha de otro recluso que los Dodgers de Brooklyn han promovido a Jackie Robinson (entonces un notable jugador negro de la Liga) es feliz, pero Baines le recuerda que nunca se olvide de cuatrocientos años de esclavitud. Baines le dice que los negros son de la tribu de Shabazz, que están perdidos en América del Norte, todos los blancos son demonios y Elijah Muhammad (Freeman) pueden llevar a la luz. Sin embargo, cuando Baines le anima a orar de la manera musulmana, Little no puede resignarse a arrodillarse a pesar de que dice que quiere. Más tarde, él tiene una epifanía en su celda: que está leyendo una carta de Elijah Muhammad cuando una aparición de Mahoma viene a él y le dice: "He venido a darles algo que nunca puede ser quitado de vosotros: Traigo a usted un sentido de su propio valor". Cuando la aparición desaparece, él es capaz de arrodillarse y orar. Cuando él sale de la cárcel, totalmente convertido, Little visita a Muhammad, que alaba su vuelta. Él rechaza su apellido como nombre de esclavo y, por la Nación del convenio de denominación del islam, adopta el apellido X, que significa el símbolo matemático de lo desconocido.
En los siguientes años, Malcolm X se convierte en un ministro de la Nación del Islam, defiende los principios islámicos y las palabras de Elijah Muhammad, quien finalmente da órdenes a Malcolm para abrir mezquitas en todo el país. Él se presentó a Betty X (Bassett). Se casan y forman una familia (cuatro hijos son retratados; sus hijas gemelas, en la actualidad, nacieron después de su muerte). También se reunió con el Chapo, quien le informa del paradero de sus compañeros exdelincuentes. Antillano Archie ahora está viviendo en el Bronx, es indigente y vive en la miseria y ha sufrido problemas físicos y mentales severos debido a su consumo de drogas. Malcolm se apiada de Archie y se compromete a ayudarlo.
A pesar de que la Nación del Islam va creciendo mucho en tamaño e influencia durante el mandato de Malcolm X, existe un creciente resentimiento de él dentro de la organización. La facción pro-Elías Muhammad (que incluye a Baines) percibe que Malcolm X en realidad se considera a sí mismo la Nación del Islam y podría intentar forzar a Mahoma como su líder. Muhammad mantiene la confianza en su protegido, diciéndole a Baines que todo lo que Malcolm ha hecho ha beneficiado a la nación. Sin embargo, Malcolm se desilusiona de su mentor cuando se entera de que los informes de prensa acusando a Elijah Muhammad de engendrar hijos fuera del matrimonio con dos mujeres son ciertos cuando habla con ellos. Malcolm se enfrenta a Muhammad, que justifica su infidelidad como la necesidad de "plantar su semilla en tierra fértil". Después de hacer declaraciones deliberadamente provocativas concerniente al asesinato del presidente John F. Kennedy, en violación directa de la directiva de Elijah Muhammad de que ninguno de sus ministros fueron a hacer comentarios al respecto, Malcolm X es suspendido de toda actividad durante noventa días. 
En última instancia, Malcolm X es forzado a salir de la Nación del Islam. Se anuncia públicamente su intención de pensar en sus propios pensamientos y hablar con sus propias palabras y establecer una mezquita independiente, Mezquita Musulmana, Inc.. También anuncia que emprenderá una peregrinación a La Meca, que todo hombre musulmán está obligado a hacer al menos una vez en su curso de la vida. Mientras que allí, en una carta a su esposa, Betty, que ella lee a un grupo de personas, Malcolm le actualiza en sus actividades. Se le informa de que está siendo seguido por dos hombres blancos, de los que cree que son agentes de la Agencia Central de Inteligencia. Él también dice que ha adorado con otros musulmanes de todas las razas, incluyendo los blancos. Firma la carta utilizando tanto su nuevo nombre adoptado, "El-Hajj Malik El-Shabazz" y su nombre más familiar. Él regresa a los Estados Unidos con vistas mucho más moderadas y repudia el racismo. También anuncia la voluntad de trabajar con otros derechos civiles líderes, a quienes criticó duramente en el pasado.
Sin embargo, su actividad genera la ira de Elijah Muhammad. Además de una campaña de acoso por teléfono, el propio hijo de Baines, que se ha alineado con Malcolm, dice que él recibió la orden de matarlo mediante la instalación de un artefacto explosivo en el coche de Malcolm. Más tarde, en Queens, una casa propiedad de la Nación del Islam en donde Malcolm y su familia residieron es atacado con bombas incendiarias. La familia se escapa ilesa. En una entrevista con un reportero de la televisión local dada mientras los bomberos intentan apagar el fuego, que acusa a Elijah Muhammad de pedirlo. Baines lo llama un truco publicitario.
El 21 de febrero de 1965, Malcolm X comienza un discurso en el Audubon Ballroom en Manhattan. Sin embargo, una perturbación en la audiencia lo interrumpe. Malcolm intenta calmar a la gente, pero momentos más tarde, le disparan varias veces. Su esposa y sus hijos son testigos de ello. Tres sospechosos son capturados después de tratar de escapar. Más tarde, un portavoz del hospital hace una declaración pública: "La persona que usted conoce como Malcolm X no es más".
En imágenes de archivo, el Reverendo Martin Luther King, Jr., dice: "El asesinato de Malcolm X fue una desafortunada tragedia y revela que todavía hay muchas personas en nuestro país que han degenerado hasta el punto de expresar la disidencia mediante el asesinato aprendió a estar en desacuerdo sin ser desagradable con violencia".
En voz en off, el actor y activista Ossie Davis cita el panegírico que pronunció en el funeral de Malcolm X como un montaje de nuevo y de archivo de metraje y fotografías de Malcolm X se muestran:
"Aquí, en esta hora final, en este lugar tranquilo, Harlem ha llegado a decir adiós a una de sus más brillantes esperanzas. Extinguido ahora, y se ha ido de nosotros para siempre... No está en la memoria del hombre que esta comunidad asediada, lamentable, pero no obstante orgulloso ha encontrado un campeón joven galán más valiente de lo que este afroamericano que tenemos ante nosotros no conquistado todavía. Digo la palabra de nuevo, como él querría: Afro-Americano / Afro-americano Malcolm. Malcolm había dejado de ser hace años negro; se había convertido en demasiado pequeño, demasiado endeble, demasiado débil una palabra para él. Malcolm era más grande que eso. Malcolm se había convertido en un afroamericano y quería desesperadamente que nosotros, que todo su pueblo, se convertiría en los afroamericanos, también. Hay quienes todavía consideran que es su deber, como amigos del pueblo de negros, para decirnos que le injuriar, a huir, incluso de la presencia de su memoria, para salvarnos a nosotros mismos por él por escrito de la historia de nuestros tiempos turbulentos... y vamos a sonreír... Ellos dicen que él es de odio; un fanático, un racista que sólo puede traer el mal a la causa por la que usted lucha! Y vamos a responder y diles: ¿Alguna vez se habla con el hermano Malcolm? ¿Alguna vez le toque ni tener sonreír en usted? ¿Alguna vez realmente escuchas a él?... ¿Fue alguna vez se asoció a la violencia o cualquier alteración del orden público? Por si lo has hecho, te lo conozco. Y si lo conocieras, sabrías por qué le debemos honrar: Malcolm era nuestra virilidad, nuestra vida, la virilidad negro! Esta era su significado para su pueblo. Y, en honor a él, honramos a los mejores de nosotros mismos... Por mucho que se han diferido con él o con los demás acerca de él y de su valor como hombre, dejamos su ida de nosotros servimos solamente para traernos juntos, ahora... Consignando estos restos mortales a la tierra, la madre común de todos, con la certeza de que lo que ponemos en el suelo no es más ahora un hombre, sino una semilla que, tras el invierno de nuestro descontento, saldrá de nuevo a reunirse con nosotros. Y nosotros lo sabremos después de lo que él era, y es: un príncipe! Nuestro propio príncipe brillante negro que no dudó a morir, porque él nos amó."
La película termina con una escena de un profesor negro en un salón de clases estadounidense. Detrás de ella en la pizarra, son las palabras "MALCOLM X DIA". Ella le dice a la clase que es el cumpleaños de Malcolm X.
"Malcolm X que es - todos ustedes - y usted es Malcolm X", dice ella.
En la sucesión, algunos de sus alumnos se levantan y gritan: "Yo soy Malcolm X!". La escena cambia a los estudiantes africanos que imitan a los estudiantes estadounidenses. La película culmina con recientemente lanzado anti- apartheid activista y futuro presidente sudafricano Nelson Mandela, citando a uno de los discursos de Malcolm X, que lleva al material archivado de Malcolm X afirmando en uno de sus discursos: "¡Por todos los medios necesarios".

## Reparto
- Denzel Washington como Malcolm X
- Angela Bassett como Betty X
- Albert Hall como Baines
- Al Freeman, Jr. como Elijah Muhammad
- Delroy Lindo como West Indian Archie
- Spike Lee como Shorty
- Roger Guenveur Smith como Rudy
- Theresa Randle como Laura
- Kate Vernon como Sophia
- Lonette McKee como Louise Little
- Tommy Hollis como Earl Little
- James McDaniel como el hermano Earl
- Steve White como el hermano Johnson
- Ernest Lee Thomas como Sidney
- Jean-Claude La Marre como Benjamin 2X
- Wendell Pierce como Ben Thomas
- Giancarlo Esposito como Thomas Hagan
- Leonard L. Thomas como Leon Davis
- Michael Imperioli como reportero en el incendio por bomba
- Nicholas Turturro como policía de Boston
- Bobby Seale como predicador callejero
- Al Sharpton como predicador callejero
- Christopher Plummer como el capellán Gill
- Karen Allen como Miss Dunne
- Peter Boyle como el capitán Green
- William Kunstler como The Judge (Boston)
- Nelson Mandela como maestro de Soweto
- Ossie Davis como voz en off durante el panegírico
- David Patrick Kelly como el señor Ostrowski
- Beatrice Winde como una anciana

## Producción
El productor Marvin Worth adquirió los derechos de la autobiografía de Malcolm X en 1967. Worth había conocido a Malcolm X, al que llamaban "Detroit Red", cuando era un adolescente, vendiendo drogas en Nueva York. Worth tenía quince años en ese momento, y pasaba algún tiempo alrededor de jazz clubes de la zona. Como recuerda Worth:.... "Él estaba vendiendo hierba. Tenía dieciséis o diecisiete años, pero parecía más viejo Era muy ingenioso, un tipo divertido, y tenía este extraordinario carisma. Un gran bailarín y vestía muy bien. Era muy bien parecido, muy, muy alto. Las chicas siempre lo notaron. Él era un chico especial".
Desde el principio, la producción tuvo dificultades contando toda la historia, en parte debido a cuestiones no resueltas que rodean el asesinato de Malcolm X. En 1971, Worth realizazó un documental bien recibido, Malcolm X, que recibió una nominación de la Academia en esa categoría. El proyecto quedó sin realizar. Sin embargo, varios artistas importantes se unieron a él en varias ocasiones, entre ellos Richard Pryor, Eddie Murphy, y el director Sidney Lumet.

### Guion
En 1968, Marvin Worth encargó un guion al novelista James Baldwin, quien más tarde se unió a Arnold Perl, un guionista que había sido víctima de McCarthy, fue puesta en las listas negras. Sin embargo, el guion tomó más tiempo para desarrollar lo previsto. Perl murió en 1971.
Baldwin  desarrolló su trabajo en el guion a partir del libro de 1972 One Day, When I Was Lost: A Scenario Based on Alex Haley's The Autobiography of Malcolm X.. Baldwin murió en 1987. Varios autores trataron borradores, incluyendo David Mamet, David Bradley, Charles Fuller y Calder Willingham. Una vez que Spike Lee se hizo cargo como director, reescribió el guion de Baldwin-Perl. Debido a las revisiones, la familia Baldwin preguntó al productor a tomar su nombre de los créditos. Así, Malcolm X solo acredita Perl y Lee como los escritores y Malcolm X y Alex Haley como los autores de la autobiografía de Malcolm X.

### Dificultades de producción
La producción fue considerada polémica mucho antes de empezar el rodaje. El quid de la controversia fue la denuncia inflamatoria y, a menudo enojado de Malcolm X de los blancos antes de que él emprendió su hajj. Fue, sin duda, no bien vista entre los ciudadanos blancos en general; Sin embargo, él había llegado a convertirse en un héroe en la comunidad de negro y un símbolo de la lucha de los negros, en particular durante las presidencias de Ronald Reagan y George HW Bush. En los tres años antes del estreno de la película, las ventas de la autobiografía de Malcolm X habían aumentado un 300 por ciento, y cuatro de sus libros se produjo un aumento de nueve veces en las ventas entre 1986 y 1991.

### La carrera de directores
Una vez que Warner Bros. estuvo de acuerdo con el proyecto, inicialmente querían al director canadiense, nominado a Premio de la Academia, Norman Jewison para dirigir la película. Jewison, director de la película seminal de los derechos civiles "En el calor de la noche", fue capaz de convencer a Denzel Washington para interpretar a Malcolm X. Jewison y Washington habían trabajado juntos en la película de 1984 "Historia de un soldado". Sin embargo, el hecho de que un director blanco fuese a dirigir la película desató controversias. Spike Lee fue una de las principales voces críticas; desde la universidad, él había considerado una adaptación cinematográfica de la autobiografía de Malcolm X como un proyecto de ensueño. Lee y otros consideraron que era apropiado que solo una persona negra dirigiese la película de Malcolm X.
Después de la protesta pública contra Jewison, Worth llegó a la conclusión de que "es necesario un director negro en este punto. Fue insuperable para otro lado... Hay una grave responsabilidad aquí". Jewison abandonó el proyecto, a pesar de que señaló que él renunció a la película no a causa de la protesta, sino porque no podía conciliar la vida privada y pública de Malcolm y estaba insatisfecho con el guion de Charles Fuller. Lee confirmó la posición de Jewison, afirmando que "Si en realidad Norman pensó que podía hacerlo, habría realmente luchado. Pero él se retiró con gracia". Jewison y Denzel Washington se reunirían varios años después de El Huracán, en el que Washington jugó encarcelado boxeador Rubin "Huracán" Carter, quien pasó casi veinte años en la cárcel por un asesinato que afirmaba que no había cometido antes de su condena fue revocada en 1985.
Spike Lee fue pronto nombrado director, e hizo cambios sustanciales en el guion. "Me estoy dirigiendo esta película y me volvió a escribir el guion, y yo soy un artista y simplemente no hay dos formas a su alrededor: esta película sobre Malcolm X va a ser mi visión de Malcolm X. Pero no es como si estuviera sentado encima de una montaña diciendo: 'Atornille todo el mundo, este es el Malcolm veo. He hecho la investigación, he hablado con las personas que estaban allí".

### La preocupación por la representación de Lee para Malcolm X
Poco después de Spike Lee fue anunciado como el director y antes de su lanzamiento, Malcolm X recibió críticas por parte de los nacionalistas negros y miembros del Frente Unido para preservar el legado de Malcolm X, dirigida por el poeta y dramaturgo Amiri Baraka, que estaban preocupados por cómo lo haría Lee retratar Malcolm X. Una protesta en Harlem atrajo a más de 200 personas.  Algunos basado su opinión en la aversión de las películas anteriores de Lee; otros estaban preocupados de que él se centraría en la vida de Malcolm X antes de que él se convirtió al islam.  Baraka rodeos acusó a Spike Lee de ser un "buppie", afirmando que "No vamos a dejar que la vida de Malcolm X se destrozó a hacer de la clase media los negros duermen más fácil", otros de peso para escribir el director y advertir a él "no echar a perder la vida de Malcolm." Algunos, incluido el propio Lee, señaló la ironía de que muchos de los argumentos que hicieron contra él reflejaron los formulada contra Norman Jewison.
Mirando hacia atrás en la experiencia de hacer la película y la presión a la que se enfrentó para producir una película precisa, Lee en tono de broma que aparece en el DVD de comentarios de audio que cuando se estrenó la película, él y Denzel Washington tenía su pasaporte a mano por si necesitaban huir del país.

### La preocupación por la representación de Washington de Malcolm X
Como se ha señalado anteriormente, Denzel Washington accedió a interpretar a Malcolm X, mientras que Norman Jewison iba para dirigir la película en un primer momento. Sin embargo, Lee dijo que él nunca imaginó cualquier actor que no sea de Washington en el papel. Lee, que había trabajado con Washington sobre Mo 'Better Blues (1990), citó la actuación de Washington como Malcolm X en un Off Broadway jugar como en casa. Sin embargo, algunos puristas señalaron que Washington tenía menor estatura ( 6 '4 " ), tenía el pelo rojizo y sobre todo un cutis más claro (debido a su muy de piel clara granadino de parcial madre -nacido ascendencia blanca) y dio a luz solo un parecido con él.

### Cuestiones presupuestarias
Spike Lee también se encontró con la dificultad en la obtención de un presupuesto suficiente. Lee dijo Warner Bros. y la compañía de bonos de que un presupuesto de más de US $ 30 millones era necesario; el estudio no estuvo de acuerdo y le ofreció una cantidad inferior. Siguiendo el consejo de su compañero director Francis Ford Coppola, Lee consiguió "la compañía cinematográfica embarazada": teniendo la película lo suficientemente avanzada en real de producción. para tratar de forzar al estudio para aumentar el presupuesto   La película, presupuestado inicialmente en $ 28 millones, subió a casi $ 33 millones. Lee contribuyó con $ 2 millones en su propio $ 3.000.000 salario. Completion Bond Company, que asumió el control financiero en enero de 1992, se negó a aprobar cualquier gasto más; además, el estudio y el vínculo compañía instruyó a Lee que la película puede que ya no de dos horas, quince minutos de duración.   El conflicto resultante provocó que el proyecto se cerró en posproducción.
La película fue salvado por la intervención financiera de prominentes estadounidenses negros, algunos de los cuales aparecen en la película: Bill Cosby, Oprah Winfrey, Michael Jordan, Magic Johnson, Janet Jackson, el Príncipe, y Peggy Cooper Cafritz, fundador de la Duke Ellington School de las Artes. Sus contribuciones se hicieron en forma de donaciones; como Lee señaló: "Este no es un préstamo que no están invirtiendo en la película trata de los negros con un poco de dinero que vino al rescate de la película Como resultado, esta película va a ser mi versión no la compañía de bonos de... versión, no Warner Brothers '. Me va a hacer la película de la manera que debe ser, y será más de tres horas."   Las acciones de tales miembros prominentes de la comunidad afroamericana que da sus dineros ayudaron a terminar el proyecto como Spike Lee imaginó.

### Solicitud de entrevistadores negros
Un mes antes de que se estrenó la película, Spike Lee pidió a los medios de comunicación que envían los periodistas negros para entrevistarlo. La solicitud resultó controversial. A pesar de que era una práctica común para las celebridades para recoger entrevistadores que fueron conocidas para ser comprensivo con ellos, era la primera vez en muchos años en los que la raza había sido usado como un título. Lee aclaró que él no estaba de restricción de los entrevistadores blancos de entrevistarlo, pero él sentía que, dado el tema de la película, que los escritores negros tienen "una visión más clara acerca de Malcolm de escritores blancos."
La solicitud fue rechazada por el diario Los Angeles Times, pero varios otros incluyendo acordó Estreno revista Vogue, Interview y Rolling Stone. El diario Los Angeles Times explicó que no dieron su aprobación escritor. El editor de Estreno señalado que la solicitud creó discusiones internas que dieron lugar a cambios en la revista: "Si hubiéramos tenido un historial de poner un montón de escritores negros en historias sobre la industria del cine habríamos estado en una posición más fuerte, pero fue así. Fue un interesante desafío el que él puso. Causó algunos cambios de personal. Hemos contratado a un escritor negro y un editor negro."

### Rodaje
La viuda de Malcolm X, el Dr. Betty Shabazz, se desempeñó como consultor de la película.  El Fruto del Islam, el brazo de defensa de la Nación del Islam, con la condición de seguridad para la película.
Cuando Denzel Washington tomó el papel de Malcolm X en el juego, cuando los pollos vuelven a casa al gallinero, que se ocupa de la relación entre Malcolm X y Elijah Muhammad, admitió que sabía poco acerca de Malcolm X y que aún no había leído la autobiografía de Malcolm X. Washington prepara mediante la lectura de libros y artículos de y sobre Malcolm X y se acercó horas de cinta y película de material de archivo de discursos. La obra se estrenó en 1981 y ganó en Washington una revisión cálida por Frank Rich, quien era en ese momento el principal crítico de teatro de The New York Times. Tras ser echado en la película, él se entrevistó con personas que conocieron a Malcolm X, Betty Shabazz entre ellos y dos de sus hermanos. Aunque tenían diferentes educaciones, Washington trató de concentrarse en lo que tenía en común con su personaje: Washington estaba cerca de la edad de Malcolm X, cuando fue asesinado, ambos hombres eran de familias numerosas, tanto de sus padres eran ministros, y ambos fueron planteadas principalmente por sus madres.
Malcolm X es el primer no-documental, y la primera película estadounidense, que ha de darse permiso para filmar en La Meca (o dentro del Haram Sharif). Un segundo equipo de filmación unidad fue contratado para filmar en La Meca porque los no musulmanes, como Spike Lee, no se permiten dentro de la ciudad. Lee luchó muy duro para conseguir el rodaje en La Meca, pero Warner Bros. inicialmente se negó a poner el dinero para el rodaje ubicación. Nueva Jersey fue considerado para la filmación de los segmentos de Meca. Al final, Lee consiguió el dinero y el permiso para filmar juntos en la Meca.
Además de Nelson Mandela, la película contó con cameos por Christopher Plummer (como capellán católico de la prisión), Peter Boyle (como un oficial de policía), William Kunstler (como juez), así como activistas de los derechos civiles Al Sharpton y del Partido Pantera Negro cofundador Bobby Seale (como predicadores de la calle).
La película fue hecha poco después de la liberación de Mandela de la cárcel y 1.990 durante los negociaciones para poner fin al apartheid en Sudáfrica. Lee explicó que él hizo "la conexión entre Soweto y Harlem, Nelson y Malcolm, y lo que Malcolm habló de: pan-africanismo, tratando de construir estos puentes entre la gente de color está vivo en los niños en los salones de clase en Harlem, en los salones de clase en Soweto." Mandela la película termina con una cita de Malcolm X a sí mismo, con Malcolm en un clip de película diciendo los últimos cuatro palabras. La cita dice: "Declaramos nuestro derecho en esta tierra, a ser un ser humano, a ser respetado como ser humano, que debe darse a los derechos de un ser humano, en esta sociedad, en esta tierra, en este día, que tenemos la intención de traer a la existencia por cualquier medio necesario".

## Recepción
Malcolm X fue lanzado en Norteamérica el 18 de noviembre de 1992. La película fue aclamada por la crítica.  La interpretación de Denzel Washington de Malcolm X fue muy elogiada y fue nominado para el premio de la Academia al Mejor Actor. Washington perdió a manos de Al Pacino (Esencia de mujer), una decisión que S. Lee criticó, diciendo: "Yo no soy el único que piensa Denzel fue robado en eso." Washington ganó el Oso de Plata al Mejor Actor en el 43.º Festival de Cine Internacional de Berlín.  La película recibió una serie de premios en otros festivales.
La película recaudó $ 9,871,125 USD en su primer fin de semana y terminó en tercer lugar después de Solo en casa 2: perdido en Nueva York ($ 30 millones) y Drácula de Bram Stoker. ($ 15 millones) De acuerdo a Box Office Mojo, la película consiguió un total de $48,169,610.
La película fue elogiada en su lanzamiento. Para Roger Ebert ocupó el n.º 1 en la lista de Top 10 para 1992 y describió la película como "una de las grandes biografías de pantalla, celebrando el barrido de una vida estadounidense que tocó fondo en la cárcel antes de que su héroe se reinventara a sí mismo." Ebert y Martin Scorsese tanto clasificado Malcolm X entre las diez mejores películas de la década de 1990.
En 2010, Malcolm X fue seleccionada para su preservación en los Estados Unidos Registro Nacional de Cine de la Biblioteca del Congreso como "cultural, histórica o estéticamente significativa".

## Premios

### Oscar 1992
| Categoría                 | Persona           | Resultado |
| ------------------------- | ----------------- | --------- |
| Mejor actor               | Denzel Washington | Candidato |
| Mejor diseño de vestuario | Ruth E. Carter    | Candidata |

### Premios Globo de Oro
| Categoría                        | Persona           | Resultado |
| -------------------------------- | ----------------- | --------- |
| Mejor actor protagonista - Drama | Denzel Washington | Candidato |